# Dengmingsi (köpinghuvudort i Kina, Hebei Sheng, lat 37,90, long 116,74)
Dengmingsi (kinesiska: 灯明寺, 灯明寺镇) är en köpinghuvudort i Kina. Den ligger i provinsen Hebei, i den norra delen av landet, omkring 220 kilometer söder om huvudstaden Peking. Antalet invånare är 30 810. Befolkningen består av 15 025 kvinnor och 15 785 män. Barn under 15 år utgör 15,0 %, vuxna 15-64 år 74 %, och äldre över 65 år 9,0 %.
Runt Dengmingsi är det tätbefolkat, med 550 invånare per kvadratkilometer. Det finns inga andra samhällen i närheten. Trakten runt Dengmingsi består till största delen av jordbruksmark.
Genomsnittlig årsnederbörd är 776 millimeter. Den regnigaste månaden är juli, med i genomsnitt 305 mm nederbörd, och den torraste är mars, med 3 mm nederbörd.